# Stromaphorus
Lo stromaforo (gen. Stromaphorus) è un mammifero cingolato estinto, appartenente ai gliptodonti. Visse nel Miocene superiore (circa 7-6 milioni di anni fa) e i suoi resti fossili sono stati ritrovati in Sudamerica. 

## Descrizione
Questo animale, come tutti i gliptodonti, possedeva una corazza robustissima a protezione del corpo, costituita da numerosi osteodermi fusi fra loro. La coda era protetta da quattro anelli ossei, l'ultimo dei quali era sostanzialmente fuso con un "tubo" osseo terminale, molto simile a quello di Neosclerocalyptus. A differenza di quest'ultimo, tuttavia, le grandi placche laterali erano contigue. Il cranio di Stromaphorus era piuttosto stretto ed elevato nella parte posteriore. I denti erano grandi e alti. Il piede era piuttosto snello, con metapodi e falangi allungati. 

## Classificazione
Il genere Stromaphorus venne descritto per la prima volta da Castellanos nel 1926. Questo genere è noto per due specie, Stromaphorus compressidens e S. cuneiformis, entrambe del Miocene superiore dell'Argentina. 
Stromaphorus è un membro degli Hoplophorini, un gruppo di gliptodonti molto diffuso e diversificato, comprendente numerosi generi come Hoplophorus e Neosclerocalyptus. Non è chiara tuttavia la precisa relazione filogenetica di Stromaphorus con le altre forme del gruppo.